# マット・マクブライド
マシュー・ハガーティ・“マット”・マクブライド（Matthew Hagerty "Matt" McBride, 1985年5月23日 - ）は、アメリカ合衆国ペンシルベニア州ベスレヘム出身の元プロ野球選手（外野手、一塁手、捕手）。右投右打。

## 経歴

### プロ入りとインディアンス傘下時代
2006年のMLBドラフト2巡目（全体75位）でクリーブランド・インディアンスから指名され、プロ入り。
インディアンス在籍時にはメジャー出場は無かった。

### ロッキーズ時代
2011年7月30日にウバルド・ヒメネスとのトレードで、ドリュー・ポメランツら若手3選手と共にコロラド・ロッキーズへ移籍した。
2012年8月4日のサンフランシスコ・ジャイアンツ戦にて7番・一塁手で先発出場してメジャーデビューを果たし、初安打を含む2安打1打点をマークした。この年はメジャーでは31試合に出場し、打率.205・2本塁打・11打点の成績を残した。
2013年はメジャーでの出場は無く、AAA級コロラドスプリングス・スカイソックスで48試合に出場して打率.328・15本塁打・45打点の成績を残した。
2014年は8月19日に2年ぶりにメジャーに昇格した。この年は21試合に出場して打率.226・2本塁打・6打点の成績を残した。
2015年は8月13日にメジャー昇格したが、9月5日にDFAとなった。この年は20試合に出場して打率.167、本塁打と打点はゼロだった。オフの10月16日にFAとなった。

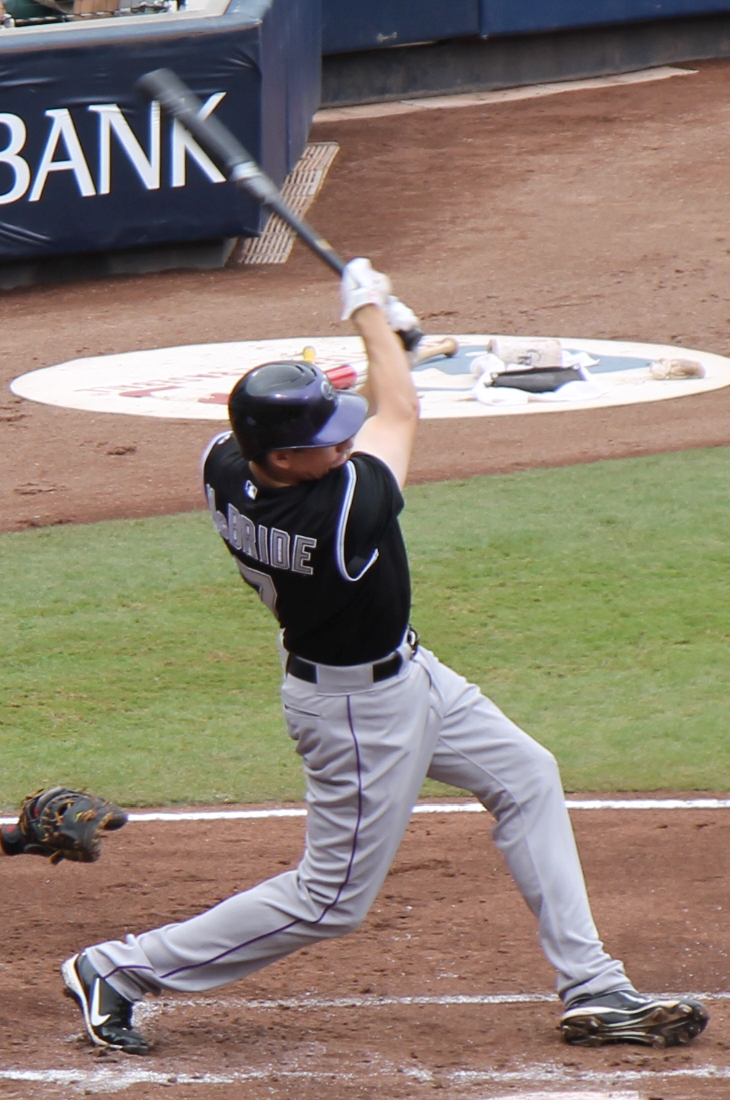
コロラド・ロッキーズでの現役時代

2015年11月には第1回WBSCプレミア12にアメリカ合衆国代表で出場した。11月14日の日本戦では菅野智之から本塁打を放っている。同大会では計6試合に出場して22打数11安打で打率.500・1本塁打・5打点で首位打者に輝き、ベストナインにも選ばれた。

### アスレチックス時代
2016年1月13日にオークランド・アスレチックスとマイナー契約を結んだ。開幕は傘下のAAA級ナッシュビル・サウンズで迎えたが、4月27日にメジャーを結び、アクティブ・ロースター入りした。
この時、横浜DeNAベイスターズが獲得交渉中だったが、メジャー昇格により水に流れた。
この年メジャーでは20試合に出場して打率.209・2打点の成績を残した。10月5日に40人枠から外れ、7日にFAとなったが、11月11日にマイナー契約で再契約した。
2017年もAAA級ナッシュビルでプレーし、79試合に出場して打率.231・10本塁打・49打点・1盗塁の成績を残した。オフの11月6日にFAとなった。

### フィリーズ傘下時代
2018年1月3日にフィラデルフィア・フィリーズとマイナー契約を結び、スプリングトレーニングに招待選手として参加することになった。2019年のオフにFAとなった。

### 現役引退
2020年に現役引退し、ファイナンシャル・プランナーに転身した。

## 詳細情報

### 年度別打撃成績
| 年 度    | 球 団    | 試 合 | 打 席 | 打 数 | 得 点 | 安 打 | 二 塁 打 | 三 塁 打 | 本 塁 打 | 塁 打 | 打 点 | 盗 塁 | 盗 塁 死 | 犠 打 | 犠 飛 | 四 球 | 敬 遠 | 死 球 | 三 振 | 併 殺 打 | 打 率 | 出 塁 率 | 長 打 率 | O P S |
| -------- | -------- | ----- | ----- | ----- | ----- | ----- | -------- | -------- | -------- | ----- | ----- | ----- | -------- | ----- | ----- | ----- | ----- | ----- | ----- | -------- | ----- | -------- | -------- | ----- |
| 2012     | COL      | 31    | 81    | 78    | 8     | 16    | 2        | 0        | 2        | 24    | 11    | 0     | 0        | 0     | 1     | 1     | 0     | 1     | 17    | 4        | .205  | .222     | .308     | .530  |
| 2014     | COL      | 21    | 34    | 31    | 6     | 7     | 2        | 0        | 2        | 15    | 6     | 0     | 0        | 0     | 0     | 2     | 0     | 1     | 12    | 0        | .226  | .294     | .484     | .778  |
| 2015     | COL      | 20    | 43    | 42    | 5     | 7     | 0        | 0        | 0        | 7     | 0     | 0     | 0        | 0     | 0     | 0     | 0     | 1     | 4     | 0        | .167  | .186     | .167     | .353  |
| 2016     | OAK      | 20    | 44    | 43    | 4     | 9     | 3        | 0        | 0        | 12    | 2     | 0     | 0        | 0     | 0     | 1     | 0     | 0     | 10    | 0        | .209  | .227     | .279     | .506  |
| MLB：4年 | MLB：4年 | 92    | 202   | 194   | 23    | 39    | 7        | 0        | 4        | 58    | 19    | 0     | 0        | 0     | 1     | 4     | 0     | 3     | 43    | 4        | .201  | .228     | .299     | .527  |

- 2017年度シーズン終了時

### 表彰
国際大会
- WBSCプレミア12・首位打者：1回 （2015年）
- WBSCプレミア12・ベストナイン：1回 （2015年）

### 背番号
- 7（2012年、2014年）
- 12（2015年）
- 29（2016年）

### 代表歴
- 2015 WBSCプレミア12 アメリカ合衆国代表